# قرار مجلس الأمن التابع للأمم المتحدة رقم 574
قرار مجلس الأمن التابع للأمم المتحدة رقم 574، المتخذ بالإجماع في 7 تشرين الأول / أكتوبر 1985، بعد الاستماع إلى مذكرات من جمهورية أنغولا الشعبية، أشار المجلس إلى القرارات 387 (1976)، 418 (1977)، 428 (1978)، 447 (1979)، 454 ( 1979)، 475 (1980)، 545 (1983)، 546 (1984)، 567 (1985) و571 (1985)، وأعرب المجلس عن قلقه إزاء استمرار الهجمات على البلاد من قبل جنوب إفريقيا من خلال جنوب غرب إفريقيا المحتلة.
وطالب المجلس جنوب أفريقيا بوقف الهجمات واحترام سيادة أنغولا وسلامتها الإقليمية، مشيراً إلى أن أنغولا لها حق الدفاع عن النفس للدفاع عن أراضيها ولها الحق في التعويض عن الهجمات. وطالب القرار جنوب إفريقيا بالسحب الفوري لكافة قواتها العسكرية من أنغولا. كما أدان جنوب إفريقيا لاستخدامها ناميبيا المحتلة (جنوب غرب إفريقيا آنذاك) كنقطة انطلاق للهجمات، وحث جميع الدول الأعضاء على تنفيذ حظر الأسلحة المفروض في القرار 418 (1977) بشأن جنوب إفريقيا.
أخيرًا، طُلب من اللجنة المنشأة بموجب القرار 571 (1985) المكونة من أستراليا ومصر وبيرو تقييم الضرر الناجم عن الهجوم الأخير.